# 1893 în literatură
- 1892 în literatură — 1893 în literatură — 1894 în literatură

Anul 1893 în literatură a implicat o serie de evenimente și cărți noi semnificative.

## Cărți noi
- Byron A. Brooks - Earth Revisited
- Rhoda Broughton - A Beginner
- Hall Caine - Cap'n Davey's Honeymoon
- Mary Cholmondeley - Diana Tempest
- Arthur Conan Doyle - The Refugees
- Marie Corelli - Barabbas
- Stephen Crane - Maggie: A Girl of the Streets (publicată de autor în 1893, publicată sub formă de carte în 1896)
- Anatole France - At the Sign of the Reine Pedauque
- Mary E. Wilkins Freeman - Jane Field
- George Gissing  - The Odd Women
- Sarah Grand - The Heavenly Twins
- H. Rider Haggard - Montezuma's Daughter
- Alice Ilgenfritz Jones and Ella Merchant - Unveiling a Parallel
- Henry Olerich - A Cityless and Countryless World
- Bolesław Prus - The New Woman (Emancypantki)
- Addison Peale Russell - Sub-Coelum
- Robert Louis Stevenson - Catriona
- August Strindberg - The Defence of a Fool
- Ivan Vazov - Under the Yoke
- Jules Verne - Castelul din Carpați
  - Claudius Bombarnac
  - Prichindel
- Lew Wallace - The Prince of India or Why Constantinople Fell
- Emile Zola - Le Docteur Pascal